# ФК Борац Жабари
ФК Борац Жабари је фудбалски клуб из Жабара, и тренутно се такмичи у Браничевској окружној лиги, петом такмичарском нивоу српског фудбала. Клуб је основан 1927. године. 